# EASY ACTION (BOOM BOOM SATELLITESの曲)
「EASY ACTION」（イージー・アクション）は、日本のビッグ・ビートユニット、BOOM BOOM SATELLITESの8thシングル。2007年7月25日、gr8! recordsより発売。

## 解説
- アルバム等の発売はあったものの、シングル作品としては前作より2年9ヶ月ぶりのリリース。
- 初回生産限定盤と通常盤の2形態で発売。複数形態でのリリースは初めて。
- 初回生産限定盤は「ベクシル×BBS」オリジナル・ベアブリック封入ブリスターパッケージ、スーパーピクチャーレーベル、映画「ベクシル」割引券封入。また、初回盤と通常盤とで収録曲が異なる。

## 収録曲
全作詞・作曲・編曲：BOOM BOOM SATELLITES

### 初回生産限定盤
1. EASY ACTION (4:41)
映画『ベクシル 2077日本鎖国』劇中歌

### 通常盤
1. EASY ACTION (4:39)
2. EASY ACTION Coburn's Sleazy Action Remix (6:35)
3. EASY ACTION London Elektricity Remix (5:31)

## 収録アルバム
- EXPOSED (#1)
- 19972007 (#1)